# Papéis
Os papéis são uma etnia originária da Guiné-Bissau. Representam actualmente 7% do total da população guineense. O mais conhecido elemento pertencente a este grupo étnico foi o ex-presidente da Guiné-Bissau, Nino Vieira. Os membros deste grupo falam a língua papel.

## Papéis Famosos
- Nino Vieira (presidente da República da Guiné-Bissau)
- Veríssimo Correia Seabra (presidente interino da Guiné-Bissau)
- Marcelino da Mata (militar português mais condecorado de sempre)
- Francisco Mendes (Comissário Principal/primeiro Ministro do 1º governo da Guiné Bissau)
- Carlos Gomes Junior (Primeiro Ministro)